# Skårsjöbranten
Skårsjöbranten este o arie protejată (arie specială de conservare — SAC, sit de importanță comunitară — SCI) din Suedia întinsă pe o suprafață de 3,1 ha, integral pe uscat.

## Localizare
Centrul sitului Skårsjöbranten este situat la coordonatele 59°43′53″N 11°59′38″E / 59.7314°N 11.9939°E.

## Înființare
Situl Skårsjöbranten a fost declarat sit de importanță comunitară în aprilie 2004 pentru a proteja 1 specie de plante. Situl a fost protejat și ca arie specială de conservare în martie 2011.

## Biodiversitate
Situată în ecoregiunea boreală, aria protejată conține 1 habitat natural: Taiga vestică.
La baza desemnării sitului se află o specie protejată de  plante: Cynodontium suecicum.